# هاريس أليكسيو
هاريس أليكسيو (باليونانية: Χάρις Αλεξίου) من مواليد 27 ديسمبر 1950 في طيبة، اليونان. هي مغنية يونانية. تعتبر واحدة من أشهر المطربين في اليونان وقد حققت نجاحًا تجاريًا منذ السبعينيات. عملت مع كتاب الأغاني والملحنين اليونانيين المهمين، وقدمت عروضًا في أفضل المسارح الموسيقية في جميع أنحاء العالم، وحصلت على العديد من الجوائز.
سجلت أكثر من ثلاثين ألبومًا وظهرت في ألبومات موسيقيين آخرين. في 14 مارس 2010، صنفت Alpha TV Alexiou كأول فنانة حاصلة على أعلى شهادة في اليونان في عصر الفونوغرافيا (منذ 1960)، تجاوزت مبيعات ثمانية من ألبوماتها الشخصية التي تم إصدارها بين عامي 1977 و 2003 1.5 مليون مبيعات، وهي المغنية اليونانية الوحيدة التي قامت بذلك.

تعيش هاريس في أثينا منذ عام 1958، عندما انتقلت هي وعائلتها إلى هناك من طيبة. هاجرت عائلة جدتها إلى طيبة في عام 1924 من سيدي كوي بإزمير. أُطلق اسمها على أحد شوارع غازيمير بمحافظة إزمير بتركيا. 